# Melibe viridis
Melibe viridis – gatunek ślimaka morskiego z rzędu nagoskrzelnych i rodziny Tethydidae.

## Występowanie
Melibe viridis występuje w tropikalnym regionie Indo-Pacyfiku. Nie została dotąd odnotowana w Morzu Czerwonym, co sugeruje, że jej pojawienie się w Morzu Śródziemnym nie miało charakteru naturalnego, co sugeruje, że została tam zawleczona poprzez Kanał Sueski, transportowana balastem statków.
Pierwsze stwierdzenie obecności w Morzu Śródziemnym pochodzi z 1970 roku, z okolic wyspy Kefalonia na Morzu Jońskim. Od tego czasu gatunek został odnotowany m.in. u wybrzeży Grecji, Kalabrii, w Cieśninie Mesyńskiej, we wschodniej i północno-zachodniej Sycylii, na wyspie Dżerba, w rejonie Hvaru (Chorwacja), Cypru, Czarnogóry i Turcji.
W 2008 roku odnotowano obecność M. viridis u zachodnich wybrzeży wyspy Comino (Malta), na głębokości 18–20 m, na dnie piaszczysto-żwirowym z kamieniami i otoczakami. Pojawienie się populacji maltańskiej może być wynikiem naturalnej migracji z Sycylii lub Tunezji, bądź skutkiem transportu lokalnego.
Kolejne stanowiska zidentyfikowano w północno-zachodniej części Morza Jońskiego, m.in. w rejonie Porto Cesareo oraz Mar Grande koło Tarentu (Włochy).

## Morfologia
Długość ciała osobników różni się w zależności od regionu: w populacji z Indii (Zatoka Kaććh) odnotowano długość maksymalną do 120 mm, w basenie Morza Śródziemnego – od 60 do 143 mm. W grudniu 2007 roku w północno-wschodniej Sardynii (Golfo Aranci) obserwowano osobniki osiągające nawet 200 mm długości, co stanowi największy udokumentowany rozmiar dla tego gatunku.

## Ekologia
Melibe viridis jest organizmem dennym (bentosowym). W tropikalnym rejonie Indo-Pacyfiku występuje zazwyczaj na głębokości 3–9 m. W rejonie Malty osobniki obserwowano na głębokości 18–20 m. W Mar Grande koło Tarentu występowały na mulistym dnie porośniętym przez darń glonów Caulerpa prolifera, do głębokości 10 m, przy temperaturze wody 25–28 °C. W morskim rezerwacie Porto Cesareo odnotowano je na dnie porośniętym Cladophora prolifera, do głębokości 30 m. Gatunek ten odżywia się drobnymi skorupiakiami.

## Rozmnażanie
Masowe tarło Melibe viridis zaobserwowano w 2011 roku w Zatoce Kaććh w zachodnich Indiach. W trzech transektach o wymiarach 50 × 2 m odnotowano łącznie 48 osobników oraz 22 wstęgi jajowe, co sugeruje zbiorową aktywność rozrodczą. Kolejną obserwację składania jaj odnotowano w październiku 2003 roku w Mar Grande, co stanowi drugą udokumentowaną wzmiankę o rozrodzie tego gatunku w Morzu Śródziemnym.